# 나카와즈카촌
나카와즈카촌(일본어: 中和束村)은 일본 교토부 소라쿠군에 설치되었던 촌이다.